# Jérémie Moreau (football)
Pour les articles homonymes, voir Jérémie Moreau et Moreau.
Jérémie Moreau, né le 22 juillet 1980 à Bourges, est un footballeur français évoluant au poste de gardien de but.

## Biographie
Il a fait ses classes au FC Bourges (actuel Bourges18) dans le Cher, moins de 15 ans nationaux et moins de 17 ans nationaux et s'est fait remarquer à plusieurs reprises dans des confrontations face à des équipes telles que AJ Auxerre, PSG ou Lyon, avant de signer son premier contrat pro au TFC.
En août 2011, il signe à l'US Orléans, club pensionnaire de National.
En 2013, il rejoint l'US Colomiers en National.

## Palmarès
- Champion de Ligue 2 en 2003 avec le Toulouse Football Club